# 南須原静也
南須原 静也（なすはら しずや、1910年1月12日 - 1990年12月8日）は、日本の経営者。三井倉庫社長、会長を務めた。静岡県出身。

## 経歴・人物
1932年に東京商科大学を卒業し、同年に三井倉庫に入社。1960年5月に取締役に就任し、1995年5月に常務、1968年5月に専務を経て、1972年5月に社長に就任。1981年6月に会長を経て、1985年6月から相談役を務めた。
1974年11月に藍綬褒章を受章し、1980年4月に勲三等旭日中綬章を受章。
1990年12月8日急性呼吸不全のために死去。80歳没。